# ヤン・ジシュカ

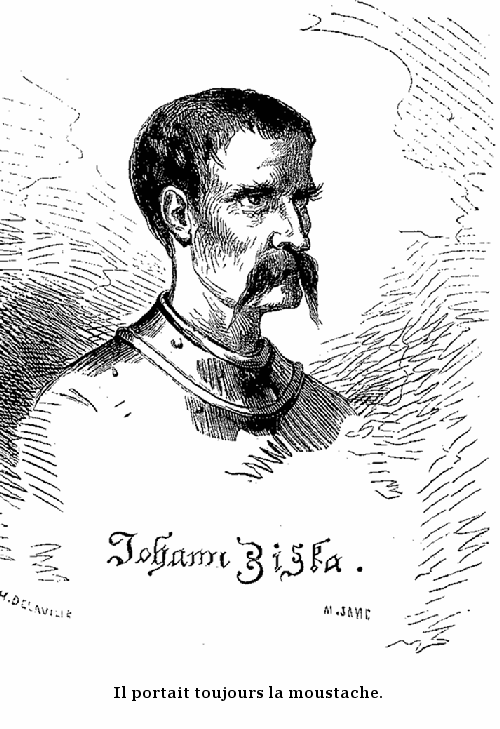
ヤン・ジシュカ

グルンヴァルトの戦いでポーランド王国とともに戦うヤン・ジシュカ
中央やや右下、胴鎧をつけ右肩に振りかぶった刀を敵ドイツ騎士団兵士にむけて今まさに振り下ろそうとしている
ヤン・マテイコ画『グルンヴァルトの戦い』

ヤン・ジシュカ（Jan Žižka、1360年 - 1424年10月11日）は、ボヘミアで1419年から起ったフス戦争の英雄。「ジシュカ」は「ジシカ」とも表記する。
旧チェコスロバキアで流通した1958年 - 1972年発行の25コルナ、1971年 - 1988年発行の25コルナ紙幣でそれぞれ肖像が使用されていた。

## 生涯
隻眼であったため、隻眼のジシュカと称された（晩年には全盲となった）。はじめ没落したボヘミアの小貴族であったが、智勇兼備の人物であったため、傭兵となって次第に頭角を現わす。1410年のグルンヴァルトの戦い（タンネンベルクの戦い）にも多くのボヘミア義勇隊に参加してポーランド王国に味方して戦った。
その後、ボヘミア王ヴァーツラフ4世の軍事顧問となるが、この頃ボヘミアの首都プラハでは教会の腐敗を批判する宗教改革者ヤン・フスが活動しており、ジシュカはその思想に心酔していったと考えられる。
1415年、フスが異端の罪で火刑にされると、ローマ教皇や時の神聖ローマ皇帝ジギスムントに対して反感を強めたフスの信奉者（フス派）を率いてカトリック派を攻撃（1419年のプラハ窓外放出事件にも関わっていたとも言われる）。ヴァーツラフ4世の死後、ジギスムントがボヘミア王に即位するとこれに反抗してフス戦争を引き起こした。
1420年、迫害を逃れてきたフス派の民衆をボヘミア南部の山中に集めて城塞都市ターボルを建設し、フス派の中でも急進派といわれたターボル派を結成した。ジシュカが作り出したターボル派の軍は、信仰に基づく厳格な軍紀とマスケット銃や戦車などの新兵器によって無類の強さを発揮し、ジギスムントの神聖ローマ帝国軍やフス派撲滅のための十字軍も、ジシュカの前に何度も大敗を喫した。
フス派内部には、聖書原理主義に立つアダム派のような過激な急進派から、カトリックとの宥和をはかる富裕層を中心とした穏健派まで、様々なグループが混在したため（ジシュカ自身も1423年ターボル派から距離を置いてオレープ派を結成）ジシュカは対応に苦慮したが、強大な軍事力を背景として諸派を統率。1424年には穏健派との戦いに勝利し、全フス派の事実上の指導者となった。
しかし同年、モラヴィア遠征中にペストにかかり、間もなく死去した。
ジシュカを慕うフス派の兵士たちは自らを「孤児」と称し、ジシュカの戦術を継承してフス戦争を戦い続けた。

## 新兵器

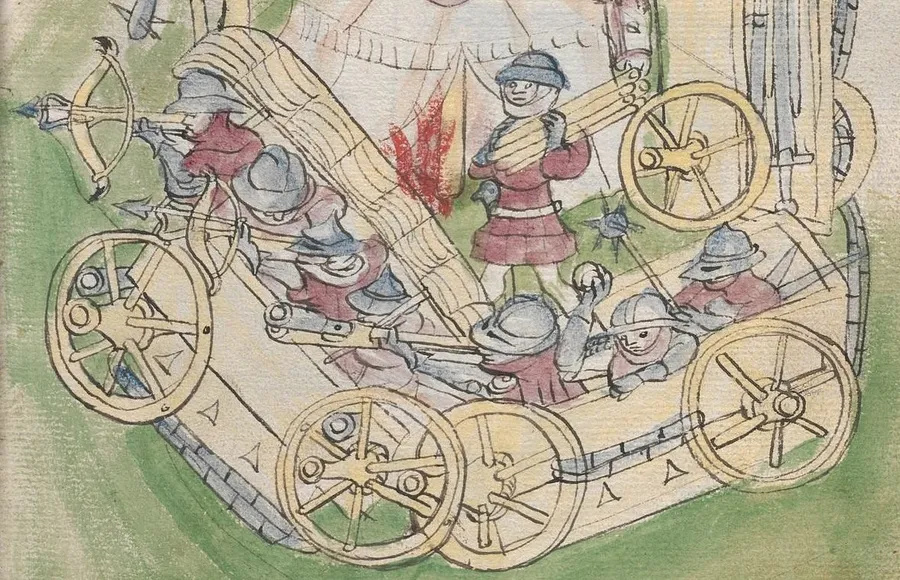
フス派の戦車（Tabor）

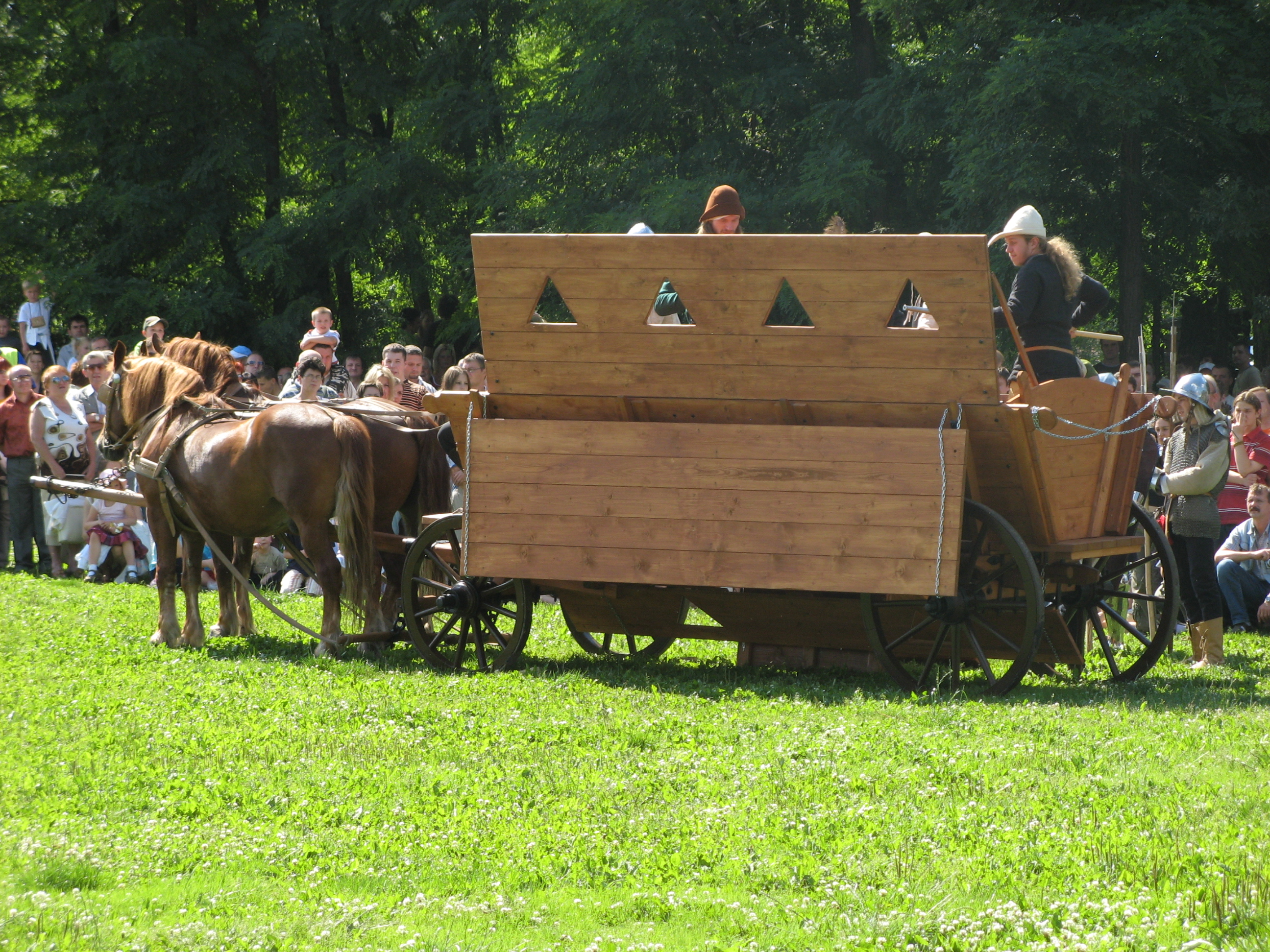
フス派の戦車、当時の再現

- マスケット銃 - 当時、火薬兵器としては大砲はすでに用いられていたが、携帯可能な銃火器としてはヨーロッパで最も古く単純なものが開発され、実戦で利用された。「ピスタラ」（Pistala、チェコ語で「笛」を意味する）とも呼ばれ、ピストルの語源になったともいわれる。
- ハンドキャノン（ポーランド語版、ドイツ語版、英語版）
- 装甲馬車（ウォーワゴン）（Tabor） - 「ワゴンブルク」とも呼ばれる（直訳すると「荷車城塞」）。馬で引く農業用荷車の車体上下に厚板製の銃眼付き胸壁を備え、戦闘時には輪状に連結することで簡易城砦と化した。

## 関連作品
- 『乙女戦争 ディーヴチー・ヴァールカ』 - 大西巷一による、フス戦争を題材とした漫画作品。フス派の視点から描かれており、主要人物として登場する。
- 2022年9月、チェコのペトル・ヤクル監督、ベン・フォスター主演で映画「ヤン・ジシュカ」が公開される。チェコ映画史上最高額の製作費で全編英語で製作された。